# スマートキー
スマートキー（英: Smart key）とは、機械的な鍵を使用せずに車両のドア・トランクの施錠・解錠、エンジンの始動等が可能な自動車の機能のことである。

## 概要
スマートキーはリモートキーレスエントリー（英: Remote Keyless Entry）を進化させたものであり、リモートキーレスエントリーはキーのボタンを押さないと解錠・施錠できないが、スマートキーはポケットやカバンに入れておいても、車両に近づく、あるいはドアノブに触れるだけで鍵穴にキーを指すことなくドアが解錠する。スマートキー採用車にはたいてい装備されているエンジンスタートボタンを押すことでエンジンがかかる仕組みである。
1993年にシボレー・コルベットに採用されたパッシブ・キーレスエントリー・システム(Passive Keyless Entry System)や1998年にメルセデス・ベンツ・Sクラスに採用された「キーレス・ゴー」などを筆頭に2000年代中頃から高級車を中心に採用され始め、2012年現在、高級車から軽自動車まで、車種により標準装備、またはオプションで装着可能になりつつある。運転者の持つ携帯機（鍵）と自動車に搭載されているECU（Electronic Control Unit）やBCM（Body Control Module）との間で無線通信を行い、通信が成立すればドアの施錠/解錠を行う。通信が成立した合図として、リモートキーレスエントリーと同様に、ドアの施錠・解錠した際にハザードやルームランプを点滅させること（これをアンサーバックもしくはウェルカムランプという）や、メーカーによっては電子音（ピー音）でドライバーに通知する。エンジン、ハイブリッドシステム、EVシステムの始動も機械的な鍵なしで可能であるが、イモビライザーやステアリングロックなどの盗難防止機能がついていることが多いため、エンジン動作に関しては多重にセキュリティがかけられている。
スマートキーは、ドライバーが車から離れると自動的に施錠されるが、携帯機を車内に置いたまま車外からドアを閉めると、施錠されずに警報音がなるなどの対策が各車両にとられている。しかし、この対策も携帯機と通信が成立しない限り動作させることができないため、完璧ではない。車内とはいえ、どうしても電波の届かない空間が存在するため、ドライバーは常に携帯機を携帯し、車内に放置しない心がけが必要とされる。またそのことは各自動車の説明書にも明記されている。便利な反面、従来の機械式のキーでは起こらなかった問題も発生している。特に盲点となるのが、携帯機に触れなくてもエンジン始動、そして走行が可能なため、携帯機(キー)の存在が薄れること。例えば車に乗り込んだ際に携帯機がポケットから滑り出してシート脇や下に落ちたとする。しかしドライバーはポケットに入っていると思い込んでおり、目的地に到着してエンジン停止後降車しようとすると警報音が鳴り響き、それから携帯機を探さなくてはならない。さらに1つの携帯機を夫婦2人で共用している場合など、他方が途中で携帯機を持ったまま(カバンやポケットに入れたまま)降車してしまった場合、エンジンはかかっているが携帯機が手元にないという状態に陥ることがある。この場合ボタンを2回押さないとエンジンが停止しないような保護機能もあるが、マニュアル車でエンストした場合などはこの限りではないし、そのまま遠出をした場合など到着地で携帯機がないという状況になってしまう。
携帯機の形は大抵、コンパクトなリモコン状のものだがクラウン（12代目: S180系 2005年以降）やエスティマ（3代目 2006年以降）などの一部車種ではリモコン・センサー機能を統合させた腕時計式になっているものもある（トヨタではこれを「キーインテグレーテッドウォッチ」と呼ぶ）。
なお、スマートエントリーとはトヨタ自動車の商品名であり、各メーカーにより名称は異なる。ただし、一般的に同機能が話題に上がる際、総称として「スマートキー」「インテリジェントキー（こちらは日産自動車の商品名）」という言葉が使われることが多い。

## メーカー別名称
| メーカー                | 機能名称                                                                             | 携帯機名称                                    |
| ----------------------- | ------------------------------------------------------------------------------------ | --------------------------------------------- |
| トヨタ自動車            | スマートエントリー&スタートシステム                                                  | スマートキー                                  |
| 日産自動車              | インテリジェントキーシステム                                                         | インテリジェントキー                          |
| 本田技研工業            | Hondaスマートキー・スマートカードキーシステム                                        | Hondaスマートキー・スマートカードキーシステム |
| スズキ                  | キーレススタートシステム/キーレスプッシュスタートシステム                            | 携帯リモコン                                  |
| SUBARU                  | キーレスアクセス&プッシュスタート                                                    | アクセスキー                                  |
| 三菱自動車工業          | キーレスオペレーションシステム                                                       | キーレスオペレーションキー                    |
| ダイハツ工業            | キーフリーシステム                                                                   | 電子カードキー                                |
| マツダ                  | アドバンストキーレスエントリー&スタートシステム                                      | アドバンストキー                              |
| いすゞ自動車            | パッシブエントリー&スタートシステム                                                  |                                               |
| フォルクスワーゲン      | スマートエントリー&スタートシステム“Keyless Access”                                  |                                               |
| アウディ                | アドバンストキーシステム                                                             |                                               |
| メルセデス・ベンツ      | キーレスゴー&ハンズフリーアクセス                                                    |                                               |
| BMW/MINI                | コンフォート・アクセス                                                               | リモート・コントロール・キー                  |
| ボルボ                  | パーソナル・カー・コミュニケーター&キーレスドライブ                                  | リモート・コントロール・キー                  |
| フォード                | インテリジェントアクセス&プッシュボタンスタート/スマート・キーレスエントリーシステム |                                               |
| クライスラー/フィアット | キーレス Enter'N Go                                                                  |                                               |

なお、トヨタとダイハツでは、実際に製造したメーカーの名称が使われる（例：ダイハツ・ムーヴコンテOEMのトヨタ・ピクシススペースやダイハツ・ブーンOEMのトヨタ・パッソでは「キーフリーシステム」、トヨタ・プリウスαOEMのダイハツ・メビウスでは「スマートエントリー&スタートシステム」）。

## 携帯機の複数枚対応
家族などで1台の車両をシェアできるように携帯機も複数枚対応していることが多い。車両購入時付随してくる携帯機の数は1枚のみ（トヨタ・日産は2枚）であることが多いが、携帯機個別でも購入が可能である。各メーカー、車両にもよるが登録可能枚数は3 - 6枚対応の車両が多い。しかし、複数枚登録していると車両と携帯機の通信が競合することがあり、通信が成立しないときがある。そのため、各車両でアンチコリジョン（衝突防止機能）や通信リトライなどで通信失敗を低減させている。ただし、登録枚数を多くすればするほど通信時間が長くなり、最悪の場合は利用者がボタンを押す、もしくは車両に近づいてから3秒程度間隔をおいてから開くことになり、違和感を覚えることがある。

## 使用周波数帯
車両から携帯機に向けて発信される電波はLF（長波）、携帯機から車両に向けて発信される電波はUHF（極超短波）が使用されていることが多い。これは車内電波が車外に漏れてしまい、車外に携帯機が存在するのに車内に存在すると誤認するのを防ぐため、車両からの電界強度を調整するが、電界強度の微調整が可能なのがLF電波だからである。

## リレーアタック
自動車窃盗の手口のひとつ。スマートキーと車両が離れていて受信する電波が弱く通信が成立していない時、いくつかの中継器で通信を確立させ、開錠やエンジンの始動等を行う。日本でも被害が確認されている。

## セキュリティ対策
自ら機械的な鍵をまわして施錠・解錠するのではなく、自動的に施錠・解錠するのでセキュリティ面に不安を覚える利用者も多い。
そのため、施錠・解錠した際にセキュリティ動作を同時動作させることも多い。
- 解錠した際に数秒間ドアを開かないままにしていると自動的に施錠する。
- 施錠した際に盗難防止機能を動作させ、携帯機がない状態で無理やりドアを開くと警報が動作する（警笛、サイレン、無線通知など）

## 参考リンク
- toyota.jp カーラインナップ ｜便利機能・安全装備 ｜ スマートエントリー＆プッシュスタート
- 「軍艦の影響？車の電子キー不具合、長崎で多発 原因不明」（2018年7月23日、朝日新聞記事）